# Boliviaans voetbalelftal in 2003
Het Boliviaans voetbalelftal speelde in totaal acht officiële interlands in het jaar 2003, waaronder vijf in de kwalificatiereeks voor het WK voetbal 2006 in Duitsland. La Verde ("De Groenen") stond in 2003 achtereenvolgens onder leiding van Walter Roque, Dalcio Giovagnoli en Nelson Acosta. Op de FIFA-wereldranglijst zakte Bolivia in 2003 van de 96ste (januari 2003) naar de 99ste plaats (december 2003).

## Balans
| Wedstrijden | Wedstrijden | Wedstrijden | Wedstrijden | Doelpunten | Doelpunten | Doelpunten | Punten |
| Gespeeld    | Winst       | Gelijk      | Verlies     | Voor       | Tegen      | Saldo      | Punten |
| ----------- | ----------- | ----------- | ----------- | ---------- | ---------- | ---------- | ------ |
| 8           | 3           | 0           | 5           | 9          | 16         | –7         | 0.750  |

## Interlands
|                                                     |                                  |       |         |                                                                              |
| 19 maart Vriendschappelijk № 320 «onderlinge duels» | Mexico                           | 2 – 0 | Bolivia | Texas Stadium, Irving Toeschouwers: 22.000 Scheidsrechter: Kevin Terry (USA) |
| 19 maart Vriendschappelijk № 320 «onderlinge duels» | Pavel Pardo 27' Jesús Olalde 72' |       |         | Texas Stadium, Irving Toeschouwers: 22.000 Scheidsrechter: Kevin Terry (USA) |

|                                                    |                                                                           |       |         |                                                                                  |
| 10 juni Vriendschappelijk № 321 «onderlinge duels» | Portugal                                                                  | 4 – 0 | Bolivia | Estádio Nacional, Lissabon Toeschouwers: 10.000 Scheidsrechter: Asaf Kenam (ISR) |
| 10 juni Vriendschappelijk № 321 «onderlinge duels» | Jorge Andrade 8' Fernando Couto 14' Hélder Postiga 41' Hélder Postiga 48' |       |         | Estádio Nacional, Lissabon Toeschouwers: 10.000 Scheidsrechter: Asaf Kenam (ISR) |

|                                                        |                                                             |       |        |                                                                                      |
| 31 augustus Vriendschappelijk № 322 «onderlinge duels» | Bolivia                                                     | 3 – 0 | Panama | Estadio Hernando Siles, La Paz Toeschouwers: 8.048 Scheidsrechter: René Ortubé (BOL) |
| 31 augustus Vriendschappelijk № 322 «onderlinge duels» | Limberg Méndez 21' Álvaro Ricaldi 52' Limberg Gutiérrez 84' |       |        | Estadio Hernando Siles, La Paz Toeschouwers: 8.048 Scheidsrechter: René Ortubé (BOL) |

|                                                      |                                                                                                |       |         |                                                                                            |
| 7 september WK-kwalificatie № 323 «onderlinge duels» | Uruguay                                                                                        | 5 – 0 | Bolivia | Estadio Centenario, Montevideo Toeschouwers: 39.253 Scheidsrechter: Gilberto Hidalgo (PER) |
| 7 september WK-kwalificatie № 323 «onderlinge duels» | Diego Forlán 17' Javier Chevantón 40' Javier Chevantón 60' Nelson Abeijón 82' Carlos Bueno 87' |       |         | Estadio Centenario, Montevideo Toeschouwers: 39.253 Scheidsrechter: Gilberto Hidalgo (PER) |

|                                                                 |                                                                                            |       |          |                                                                                                   |
| 10 september WK-kwalificatie № 324 «onderlinge duels» 16:00 uur | Bolivia                                                                                    | 4 – 0 | Colombia | Estadio Hernando Siles, La Paz Toeschouwers: 23.200 Scheidsrechter: Paulo César de Oliveira (BRA) |
| 10 september WK-kwalificatie № 324 «onderlinge duels» 16:00 uur | Julio César Baldivieso 11' (pen.) Joaquín Botero 27' Joaquín Botero 49' Joaquín Botero 59' |       |          | Estadio Hernando Siles, La Paz Toeschouwers: 23.200 Scheidsrechter: Paulo César de Oliveira (BRA) |

|                                                       |                      |       |          |                                                                                         |
| 11 oktober Vriendschappelijk № 325 «onderlinge duels» | Bolivia              | 1 – 0 | Honduras | RFK Stadium, Washington D.C. Toeschouwers: 20.000 Scheidsrechter: Michael Kennedy (USA) |
| 11 oktober Vriendschappelijk № 325 «onderlinge duels» | Juan Manuel Peña 89' |       |          | RFK Stadium, Washington D.C. Toeschouwers: 20.000 Scheidsrechter: Michael Kennedy (USA) |

|                                                      |                                                           |       |         |                                                                                              |
| 15 november WK-kwalificatie № 326 «onderlinge duels» | Argentinië                                                | 3 – 0 | Bolivia | Estadio Monumental, Buenos Aires Toeschouwers: 30.042 Scheidsrechter: Gilberto Hidalgo (PER) |
| 15 november WK-kwalificatie № 326 «onderlinge duels» | Andrés D'Alessandro 56' Hernán Crespo 61' Pablo Aimar 63' |       |         | Estadio Monumental, Buenos Aires Toeschouwers: 30.042 Scheidsrechter: Gilberto Hidalgo (PER) |

|                                                      |                                       |       |                    |                                                                                            |
| 18 november WK-kwalificatie № 327 «onderlinge duels» | Venezuela                             | 2 – 1 | Bolivia            | Estadio José Romero, Maracaibo Toeschouwers: 30.000 Scheidsrechter: Mauricio Reinoso (ECU) |
| 18 november WK-kwalificatie № 327 «onderlinge duels» | José Manuel Rey 90' Juan Arango 90+2' |       | 60' Joaquín Botero | Estadio José Romero, Maracaibo Toeschouwers: 30.000 Scheidsrechter: Mauricio Reinoso (ECU) |

## FIFA-wereldranglijst
| JAN | FEB | MAR | APR | MEI | JUN | JUL | AUG | SEP | OKT | NOV | DEC |
| --- | --- | --- | --- | --- | --- | --- | --- | --- | --- | --- | --- |
| 96  | 98  | 98  | 102 | 103 | 108 | 114 | 114 | 94  | 95  | 99  | 99  |

## Statistieken
| Leonardo Fernández     | 1974-01-13 | Chacarita Juniors          | 4 | 0 | 0 | 4  | 0  |
| José Carlos Fernández  | 1971-01-24 | Club Bolívar               | 2 | 1 | 0 | 24 | 0  |
| Hugo Suárez            | 1982-02-07 | Jorge Wilstermann          | 2 | 0 | 0 | 2  | 0  |
| Verdediging            |            |                            |   |   |   |    |    |
| Luis Gatty Ribeiro     | 1979-11-01 | Club Bolívar               | 6 | 0 | 0 | 23 | 0  |
| Óscar Sánchez          | 1971-07-16 | Club Bolívar               | 6 | 0 | 0 | 67 | 6  |
| Ronald Raldés          | 1981-04-20 | CA Rosario Central         | 5 | 0 | 0 |    |    |
| Álvaro Ricaldi         | 1982-04-28 | Jorge Wilstermann          | 4 | 0 | 1 |    |    |
| Juan Manuel Peña       | 1973-01-17 | Real Valladolid            | 4 | 0 | 1 | 72 | 1  |
| Juan Carlos Paz        | 1970-04-14 | The Strongest              | 4 | 0 | 0 |    |    |
| Lorgio Álvarez         | 1978-06-29 | Oriente Petrolero          | 3 | 0 | 0 |    |    |
| Luis Cristaldo         | 1969-08-31 | The Strongest              | 3 | 0 | 0 |    |    |
| Diego Bengolea         | 1979-12-07 | Club San José              | 2 | 0 | 0 |    |    |
| Miguel Hoyos           | 1981-03-11 | Oriente Petrolero          | 2 | 0 | 0 |    |    |
| Ronald Arana           | 1977-01-18 | Oriente Petrolero          | 2 | 0 | 0 |    |    |
| Johnny Nay             | 1975-04-22 | Jorge Wilstermann          | 1 | 0 | 0 |    |    |
| Marco Antonio Sandy    | 1971-08-29 | Club Bolívar               | 0 | 1 | 0 | 93 | 6  |
| Middenveld             |            |                            |   |   |   |    |    |
| Richard Rojas          | 1975-02-27 | Club San José              | 4 | 1 | 0 |    |    |
| Raúl Justiniano        | 1977-09-29 | Oriente Petrolero          | 3 | 3 | 0 |    |    |
| Leonel Reyes           | 1976-11-19 | Universidad Iberoamericana | 3 | 0 | 0 |    |    |
| Julio César Baldivieso | 1971-12-02 | Al-Wakrah SC               | 2 | 2 | 1 | 81 | 15 |
| Gualberto Mojica       | 1984-10-07 | Jorge Wilstermann          | 1 | 2 | 0 |    |    |
| Joselito Vaca          | 1982-08-12 | Dallas Burn                | 1 | 2 | 0 |    |    |
| Ronald García          | 1980-12-17 | FC Alverca                 | 1 | 1 | 0 |    |    |
| Limberg Morejón        | 1976-12-24 | The Strongest              | 1 | 1 | 0 |    |    |
| Franz Calustro         | 1974-03-09 | Jorge Wilstermann          | 1 | 0 | 0 |    |    |
| Wilson Escalante       | 1977-05-06 | Oriente Petrolero          | 1 | 0 | 0 |    |    |
| Raúl Gutiérrez         | 1976-01-08 | Club Blooming              | 1 | 0 | 0 |    |    |
| Limberg Gutiérrez      | 1977-11-19 | Club Bolívar               | 0 | 2 | 1 |    |    |
| Darwin Peña            | 1977-08-08 | Real Potosí                | 0 | 1 | 0 |    |    |
| Darwin Cuellar         | 1979-10-22 | Universidad Iberoamericana | 0 | 1 | 0 |    |    |
| Marco Etcheverry       | 1970-09-26 | DC United                  | 0 | 1 | 0 | 71 | 13 |
| José Loayza            | 1976-09-09 | Club Blooming              | 0 | 1 | 0 |    |    |
| Aanval                 |            |                            |   |   |   |    |    |
| Róger Suárez           | 1977-04-02 | Oriente Petrolero          | 6 | 0 | 0 |    |    |
| Limberg Méndez         | 1973-09-18 | The Strongest              | 3 | 2 | 1 |    |    |
| Joaquín Botero         | 1977-12-10 | Pumas UNAM                 | 3 | 1 | 4 |    |    |
| José Alfredo Castillo  | 1983-02-09 | Estudiantes Tecos          | 3 | 1 | 0 | 11 | 1  |
| Miguel Mercado         | 1975-08-30 | Club Bolívar               | 2 | 0 | 0 | 9  | 1  |
| Augusto Andaveris      | 1979-05-05 | Club San José              | 1 | 1 | 0 | 7  | 1  |
| Carlos Suárez          | 1984-11-28 | Club Destroyers            | 1 | 1 | 0 |    |    |

FBF · A-internationals · Selecties · Bondscoaches · Statistieken · Boliviaans vrouwenelftal · Olympisch elftal · Bolivia U21 · Bolivia U20 · Bolivia U19 · Bolivia U18 · Bolivia U17
1926–1949 · 
1950–1959 · 
1960–1969 · 
1970–1979 · 
1980–1989 · 
1990–1999 · 
2000–2009 · 
2010–2019 ·
2020−2029
CC 1999
WK 1930 · 
WK 1950 · 
WK 1994
1926 · 
1927 · 
1927 · 1928 · 1929 · 
1930 · 
1931 · 1932 · 1933 · 1934 · 1935 · 1936 · 1937 · 
1938 · 
1939 · 1940 · 1941 · 1942 · 1943 · 1944 · 
1945 · 
1946 · 
1947 · 
1948 · 
1949 · 
1950 · 
1951 · 1952 · 
1953 · 
1954 · 1955 · 1956 · 
1957 · 
1958 · 
1959 · 
1960 · 
1961 · 
1962 · 
1963 · 
1964 · 
1965 · 
1966 · 
1967 · 
1968 · 
1969 · 
1970 · 
1971 · 
1972 · 
1973 · 
1974 · 
1975 · 
1976 · 
1977 · 
1978 · 
1979 · 
1980 · 
1981 · 
1982 · 
1983 · 
1984 · 
1985 · 
1986 · 
1987 · 
1988 · 
1989 · 
1990 · 
1991 · 
1992 · 
1993 · 
1994 · 
1995 · 
1996 · 
1997 · 
1998 · 
1999 · 
2000 · 
2001 · 
2002 · 
2003 · 
2004 · 
2005 · 
2006 · 
2007 · 
2008 · 
2009 · 
2010 ·
2011 · 
2012 · 
2013 · 
2014 · 
2015 · 
2016 ·
2017 ·
2018 ·
2019 ·
2020 ·
2021 ·
2022 ·
2023 ·
2024
Algerije ·
Andorra ·
Argentinië ·
Brazilië ·
Bulgarije · 
Chili ·
Colombia ·
Costa Rica ·
Cuba ·
Curaçao ·
DDR ·
Duitsland ·
Ecuador ·
Egypte ·
El Salvador ·
Finland ·
Frankrijk ·
Griekenland ·
Guatemala ·
Guyana ·
Haïti ·
Honduras ·
Hongarije ·
Ierland ·
IJsland ·
Irak ·
Iran ·
Jamaica ·
Japan ·
Joegoslavië ·
Kameroen ·
Letland ·
Mexico ·
Myanmar ·
Nicaragua ·
Noord-Korea ·
Oezbekistan ·
Panama ·
Paraguay ·
Peru ·
Polen ·
Portugal ·
Roemenië ·
Rusland ·
Saoedi-Arabië ·
Senegal ·
Servië ·
Slowakije ·
Spanje ·
Trinidad en Tobago ·
Tsjecho-Slowakije ·
Uruguay ·
Venezuela ·
Verenigde Arabische Emiraten ·
Verenigde Staten ·
Zuid-Afrika ·
Zuid-Korea ·
Zwitserland